# 각자의 미식
"각자의 미식"(Beautiful Food)은 한국에서 제작된 조성규 감독의 2018년 드라마 영화이다. 박규리 등이 주연으로 출연하였고 조은경 등이 제작에 참여하였다.

## 출연

### 주연
- 박규리 : 소은 역
- 임원희 : 정중 역

### 조연
- 제이슨 베처바이스 : 제이슨 역
- 정두원 : 두원 역
- 이규회 : 규회 역
- 김홍택 : 홍택 역
- 안지혜 : 지혜 역
- 박도은 : 도은 역
- 임성미 : 성미 역
- 정민결 : 민결 역

### 단역
- 박경옥 : 오 사장 역
- 이영랑 : 물회집 주인 역
- 권대진 : 순두부집 주인 역
- 조성규 : 테라로사 사장 역

### 특별출연
- 정연주 : 연주 역
- 전석호 : 밥 먹고 나오는 남자 역

## 기타
- 프로듀서: 조은경
- 촬영부: 김보라
- 촬영부: 최범찬
- 촬영부: 정라영
- 조명: 김구영
- 연출부: 한원영
- 스크립터: 오윤서
- 조감독: 윤홍배
- 동시녹음: 김기남
- 음향편집: 김용진
- 음향효과: 김용진
- 사운드: 김수현
- 사운드디자인: 조예리
- 분장: 박지순
- 분장-헤어: 차지은
- 현장사진: 한동원
- 디지털색보정: 형준석
- 카메라장비: 황유식
- 매니저부문: 김영호
- 매니저부문: 엄한국
- 매니저부문: 이주현
- 매니저부문: 김승혁

## 수상
- 2019년 제6회 춘천영화제 후보 본선경쟁[극영화]